# Character.ai
Character.ai (такође познат као c.ai или Character AI ) је генеративна AI четбот услуга где корисници могу да учествују у разговорима са прилагодљивим ликовима. Дизајнирали су га претходни програмери Google -овог LaMDA-а, Ноам Шазир и Данијел де Фреитас. 
Корисници могу да креирају „ликове“, обликују њихове „личности“, подесе одређене параметре, а затим их објаве заједници како би други могли да ћаскају са њима.  Многи ликови су засновани на измишљеним медијским изворима или познатим личностима, док су други потпуно оригинални, а неки су направљени са одређеним циљевима на уму, као што је помоћ у креативном писању или играње текстуалне авантуристичке игре.  
Бета верзија је постала доступна јавности у септембру 2022. године,  а укинута је у септембру 2024. године, када ју је заменио тренутни веб-сајт.  У мају 2023. године објављена је мобилна апликација за iOS и Android, која је преузета преко 1,7 милиона пута у року од недељу дана. 